# Miliardi, che follia!
Miliardi, che follia! è un film di genere commedia del 1942, diretto da Guido Brignone.

## Commento
Il film è tratto dal romanzo Un milionario si ribella di Raffaele Carrieri. Le canzoni e i brani operistici presenti nella pellicola sono dirette da Ezio Carabella, Luigi Ricci e Ugo Giacomozzi.